# Selenide
Selenide sind in der Chemie Verbindungen des Elements Selen. Sie sind Derivate des Selenwasserstoffs (H2Se).

## Anorganische Selenide

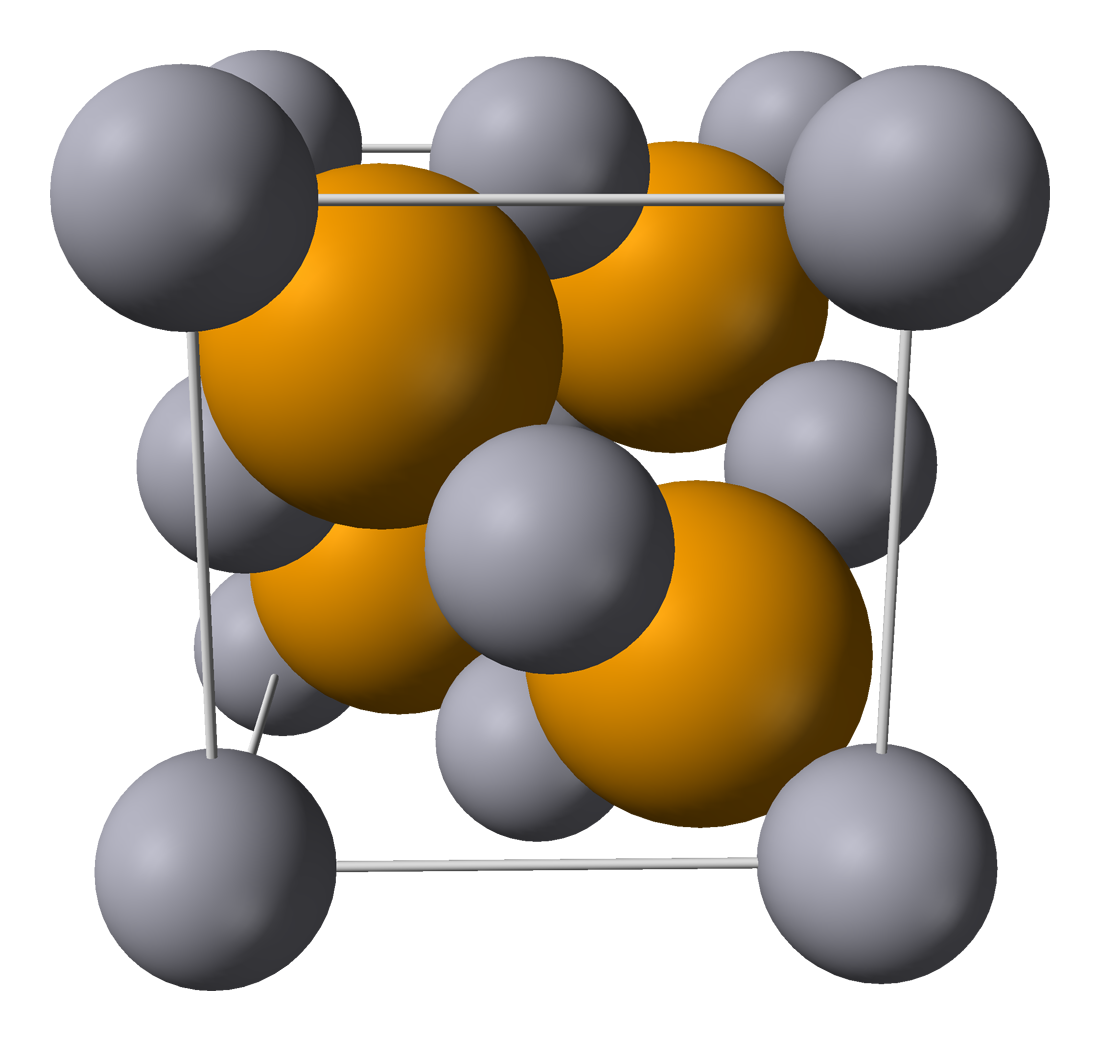
Struktur von Quecksilberselenid (Formel: HgSe), ein Halbleitermaterial

Anorganische Selenide sind binäre Metallverbindungen des Selens. Sie können als Salze des Selenwasserstoffs aufgefasst werden.

### Vorkommen der Selenide

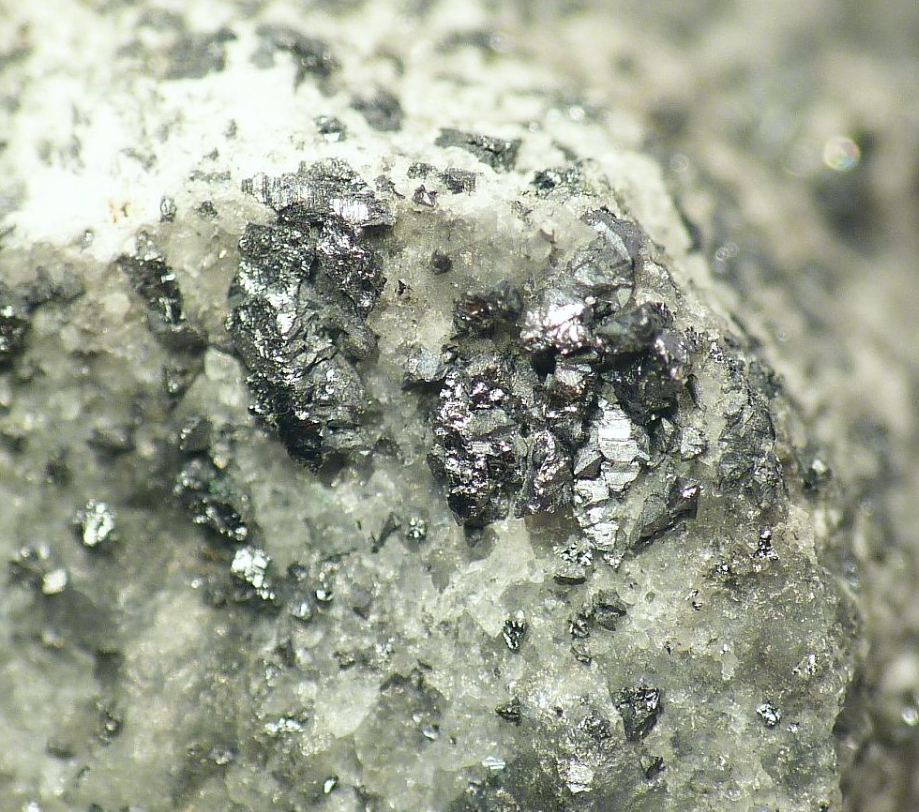
Tiemannit als Beispiel für natürlich vorkommendes Quecksilberselenid

Selenide sind als Chalkogenide chemisch den Sulfiden ähnlich und kommen daher in der Natur mit diesen zusammen in sulfidischen Erzen der Metalle Kupfer, Blei, Zink, Gold und Eisen vor, manchmal auch in Begleitung von Telluriden. Bei der elektrolytischen Kupferraffination fallen daher Kupfer- und Silberselenide an. Mit Säuren setzen sich diese zu Selenwasserstoff um (giftig!). Metallselenide sind oft farbig.
Bisher bekannte Selenid-Minerale sind unter anderem Achávalit (FeSe), Antimonselit (Sb2Se3), Athabascait (Cu5Se4), Auroselenid (AuSe), Bornhardtit (Co2+Co3+2Se4) Cadmoselit (CdSe), Clausthalit (PbSe), Dzharkenit (FeSe2), Ferroselit (FeSe2), Guanajuatit (Bi2Se3), Klockmannit (Cu5,2Se6), Kullerudit (NiSe2), Naumannit (Ag2Se), Selenolaurit (RuSe2), Tiemannit (HgSe), Trogtalit (CoSe2), Trüstedtit (Ni2+Ni3+2Se4) und Umangit (Cu3Se2). In der Systematik der Minerale bilden die Selenide als chemische Verwandte der Sulfide und Sulfosalze eine gemeinsame Mineralklasse, zu der auch die Telluride, Arsenide, Antimonide, Bismutide, Sulfarsenide, Sulfantimonide und Sulfbismutide gehören.

### Gewinnung von Seleniden, Oxidationsprodukte
Beim Abrösten sulfidischer Erze, die Selenide als Begleitmineralien enthalten, sammelt sich das feste Selendioxid in der Flugasche oder in der nachgeschalteten Schwefelsäureherstellung als Selenige Säure. Selenige Säure bildet Salze wie Natriumselenit (entsprechen den Sulfiten der Schwefligen Säure), bei Oxidation auf die höchstmögliche Oxidationszahl +VI auch Selenate (Salze der Selensäure, entsprechen den Sulfaten der Schwefelsäure: Bariumselenat ist wie Bariumsulfat schwerlöslich, Selentrioxid reagiert wie Schwefeltrioxid mit Wasser zur Säure. Selensäure ist eine stärkere Säure als Schwefelsäure, sie greift selbst Gold und Platin an (Schmelzpunkt +59,9 °C).

### Verwendung von Seleniden
Cadmiumselenid ist ähnlich Cadmiumsulfid ein Pigment (Farben: CdSe rot, CdS gelb),
Quecksilber-, Zink- und Wolframdiselenid sind wichtige Halbleiter-Materialien.
Nichtmetallselenide sind flüchtige, zumeist korrosive Verbindungen (z. B. Selenhexafluorid und Selentetrabromid, beide gelb, Diselendichlorid, braungelb).

## Organische Selenide
In der organischen Chemie werden Verbindungen der allgemeinen Strukturformel R-Se-R' (R, R' = Organylreste, wie z. B. Alkyl- oder Arylreste) ebenfalls als Selenide bezeichnet. Die Selenide können auch als Seleno-Analoga von Ethern R-O-R' betrachtet werden, in denen das Sauerstoffatom durch ein Selenatom ersetzt wurde.

### Reaktionen
Die Oxidation organischer Selenide R-Se-R' führt zu entsprechenden Selenoxiden, den Selenalogen der Sulfoxide. Selenone – die Selenanaloga der Sulfone – können durch die Oxidation organischer Selenide unter drastischeren Reaktionsbedingungen (HOF·Acetonitril) und wässriger Aufarbeitung gewonnen werden.